# جيري كلاك
جيري كلاك (بالإنجليزية: Jerry Clack)‏ هو باحث في تاريخ العصور الكلاسيكية أمريكي، ولد في 22 يوليو 1926 في نيويورك في الولايات المتحدة، وتوفي في 15 أبريل 2019.